# Joe Walcott
Joe Walcott est un boxeur britannique né le 13 mars 1873 à Démérara, Guyane britannique, et mort le 1er octobre 1935.

## Carrière
Après deux échecs pour le titre mondial en poids légers puis en poids welters face à Kid Lavigne en 1897 et Mysterious Billy Smith l'année suivante, il devient champion du monde des poids welters le 18 décembre 1901 en battant au 5e round James Rube Ferns. Walcott conserve son titre 4 fois jusqu'au 29 avril 1904, date à laquelle il est détrôné par Dixie Kid sur disqualification. On apprendra plus tard que l'arbitre n'était pas impartial puisqu'il avait parié sur la victoire de Dixie Kid.

## Distinction
- Joe Walcott est membre de l'International Boxing Hall of Fame depuis 1991[2].